# Дженифър Даудна
Дженифър Ан Даудна (на английски: Jennifer Anne Doudna) е американска биохимичка, изследваща главно геномите и една от създателите на технологиите за редактиране на генома CRISPR-Cas9. През 2020 г. получава Нобелова награда за химия заедно с Еманюел Шарпантие за откриването на тази технология.

## Биография
Даудна е родена на 19 февруари 1964 г. във Вашингтон, САЩ. Прекарва голяма част от младостта си в Хило, Хавай. След като завършва специалност химия в Помона Колидж през 1985 г., тя продължава образованието си в Харвардския университет. Там тя работи в лабораторията на нобеловия лауреат по физиология и медицина от 2009 г. Джак Шостак. През 1989 г. завършва докторантурата си по биохимия. През 1994 г. работи като постдокторантка в Колорадския университет в Боулдър под ръководството на нобеловия лауреат по химия от 1989 г. Томас Чек, а след това е приета на работа в Йейлския университет. През 2002 г. се премества в Калифорнийския университет – Бъркли, където служи като професор по биохимия и молекулярна биология.

## Научна дейност
В началото на научната си кариера Даудна работи по извеждането на триизмерните структури на РНК молекули, което хвърля светлина върху каталитичната активност на РНК. По-късно изследва контрола на генетичната информация чрез определени малки РНК молекули и започва да се интересува от CRISPR, които са част от бактериалната имунна система. Дженифър Даудна и Еманюел Шарпантие откриват, че водещата РНК секвенция може да бъде редактирана така, че да насочи Cas9 към точно определена ДНК секвенция. Откритието им бързо трансформира областта на геномното инженерство, създавайки нови възможности за лечение на човешките болести.
Освен това, Даудна открива, че вирусът на хепатит C използва необичайна стратегия за синтезиране на вирусни протеини.
От 2002 г. е член на Националната академия на науките на САЩ, а от 2016 г. е чуждестранен член на Британското кралско научно дружество. През 2020 г. получава Нобелова награда за химия заедно с Еманюел Шарпантие за разработването на метода за геномно редактиране.